# Asienspiele 2018/Kanu
Bei den Asienspielen 2018 in Jakarta, Indonesien, wurden vom 21. August bis 1. September 2018 insgesamt 16 Wettbewerbe im Kanu ausgetragen. Dies umfasste je Geschlecht sechs Wettbewerbe im Kanurennsport und zwei Wettbewerbe im Kanuslalom. Die Wettbewerbe im Kanurennsport wurden auf dem Jakabaringsee in Palembang und die Wettbewerbe im Kanuslalom in Bendung Rentang in Majalengka ausgetragen.
Insgesamt nahmen 228 Kanuten aus 23 Nationen an den Wettbewerben teil. Erfolgreichste Nation war mit Abstand die Volksrepublik China, deren Sportler zehnmal Gold und darüber hinaus drei Silbermedaillen gewannen. Mit je zwei Goldmedaillen folgten im Medaillenspiegel Kasachstan und Japan, die übrigen beiden Wettbewerbe wurden von Kanuten aus Usbekistan und Südkorea gewonnen.

## Kanuslalom

### Männer

#### C1
| Platz | Land       | Athlet            |
| ----- | ---------- | ----------------- |
| 1     | Japan      | Takuya Haneda     |
| 2     | China      | Chen Fangjia      |
| 3     | Kasachstan | Alexander Kulikow |

Der Wettbewerb wurde am 21. und 22. August ausgetragen.

#### K1
| Platz | Land     | Athlet                  |
| ----- | -------- | ----------------------- |
| 1     | China    | Quan Xin                |
| 2     | Japan    | Kazuya Adachi           |
| 3     | Thailand | Hermann Ludwig Husslein |

Der Wettbewerb wurde am 21. und 23. August ausgetragen.

### Frauen

#### C1
| Platz | Land              | Athletin              |
| ----- | ----------------- | --------------------- |
| 1     | China             | Chen Shi              |
| 2     | Chinesisch Taipeh | Chen Wei-han          |
| 3     | Thailand          | Atcharaporn Duanglawa |

Der Wettbewerb wurde am 21. und 23. August ausgetragen.

#### K1
| Platz | Land              | Athletin      |
| ----- | ----------------- | ------------- |
| 1     | Japan             | Aki Yazawa    |
| 2     | China             | Li Tong       |
| 3     | Chinesisch Taipeh | Chang Chu-han |

Der Wettbewerb wurde am 21. und 22. August ausgetragen.

## Kanurennsport

### Männer

#### C1 1000 m
| Platz | Land          | Athlet               |
| ----- | ------------- | -------------------- |
| 1     | Usbekistan    | Vadim Menkov         |
| 2     | Tadschikistan | Schahrijor Daminow   |
| 3     | Iran          | Mohammad Nabi Rezaei |

Der Wettbewerb wurde am 30. August ausgetragen.

#### C2 200 m
| Platz | Land       | Athleten                         |
| ----- | ---------- | -------------------------------- |
| 1     | China      | Xing Song Li Qiang               |
| 2     | Usbekistan | Artur Guliev Elyorjon Mamadaliev |
| 3     | Kasachstan | Merei Medetow Timur Chaidarow    |

Der Wettbewerb wurde am 31. August und 1. September ausgetragen.

#### C2 1000 m
| Platz | Land       | Athleten                               |
| ----- | ---------- | -------------------------------------- |
| 1     | China      | Liu Hao Wang Hao                       |
| 2     | Kasachstan | Sergei Jemeljanow Timofei Jemeljanow   |
| 3     | Usbekistan | Nurislom Tukhtasin Ugli Serik Mirbekov |

Der Wettbewerb wurde am 30. August ausgetragen.

#### K1 200 m
| Platz | Land       | Athlet            |
| ----- | ---------- | ----------------- |
| 1     | Südkorea   | Cho Gwang-hee     |
| 2     | Kasachstan | Sergei Tokarnizki |
| 3     | Singapur   | Mervyn Toh        |

Der Wettbewerb wurde am 31. August und 1. September ausgetragen.

#### K2 1000 m
| Platz | Land       | Athleten                                 |
| ----- | ---------- | ---------------------------------------- |
| 1     | China      | Zhang Dong Bu Tingkai                    |
| 2     | Kasachstan | Ilja Golendow Andrei Jergutschow         |
| 3     | Usbekistan | Shakhriyor Makhkamov Shokhrukhbek Azamov |

Der Wettbewerb wurde am 29. und 30. August ausgetragen.

#### K4 500 m
| Platz | Land       | Athleten                                                          |
| ----- | ---------- | ----------------------------------------------------------------- |
| 1     | Kasachstan | Ilja Golendow Alexei Dergunow Sergei Tokarnizki Jewgeni Alexejew  |
| 2     | Südkorea   | Cho Gwang-hee Cho Jeong-hyun Choi Min-kyu Kim Ji-won              |
| 3     | Iran       | Ahmad Reza Talebian Peyman Ghavidel Ali Aghamirzaei Amin Boudaghi |

Der Wettbewerb wurde am 29. und 30. August ausgetragen.

### Frauen

#### C1 200 m
| Platz | Land       | Athletin           |
| ----- | ---------- | ------------------ |
| 1     | China      | Sun Mengya         |
| 2     | Indonesien | Riska Andriyani    |
| 3     | Usbekistan | Dilnoza Rakhmatova |

Der Wettbewerb wurde am 31. August und 1. September ausgetragen.

#### C2 500 m
| Platz | Land       | Athletinnen                         |
| ----- | ---------- | ----------------------------------- |
| 1     | China      | Ma Yanan Sun Mengya                 |
| 2     | Usbekistan | Dilnoza Rakhmatova Nilufar Zokirova |
| 3     | Indonesien | Riska Andriyani Nur Meni            |

Der Wettbewerb wurde am 30. August ausgetragen.

#### K1 200 m
| Platz | Land       | Athletin     |
| ----- | ---------- | ------------ |
| 1     | Kasachstan | Inna Klinowa |
| 2     | China      | Li Yue       |
| 3     | Japan      | Yuka Ono     |

Der Wettbewerb wurde am 31. August und 1. September ausgetragen.

#### K1 500 m
| Platz | Land     | Athletin      |
| ----- | -------- | ------------- |
| 1     | China    | Li Yue        |
| 2     | Iran     | Hedieh Kazemi |
| 3     | Südkorea | Lee Sun-ja    |

Der Wettbewerb wurde am 30. August ausgetragen.

#### K2 500 m
| Platz | Land       | Athletinnen                      |
| ----- | ---------- | -------------------------------- |
| 1     | China      | Li Yue Zhou Yu                   |
| 2     | Usbekistan | Ekaterina Shubina Yuliya Borzova |
| 3     | Japan      | Yuka Ono Hideka Tatara           |

Der Wettbewerb wurde am 1. September ausgetragen.

#### K4 500 m
| Platz | Land       | Athletinnen                                                          |
| ----- | ---------- | -------------------------------------------------------------------- |
| 1     | China      | Ma Qing Zhou Yu Yang Jiali Huang Jieyi                               |
| 2     | Kasachstan | Inna Klinowa Irina Podoinikowa Soja Anantschenko Wiktorija Kopjowa   |
| 3     | Usbekistan | Natalya Kazantseva Yuliya Borzova Ekaterina Shubina Kseniya Kochneva |

Der Wettbewerb wurde am 1. September ausgetragen.

## Medaillenspiegel
| Platz  | Land              | Gold | Silber | Bronze | Gesamt |
| ------ | ----------------- | ---- | ------ | ------ | ------ |
| 01     | China             | 10   | 3      | —      | 13     |
| 02     | Kasachstan        | 2    | 4      | 2      | 8      |
| 03     | Japan             | 2    | 1      | 2      | 5      |
| 04     | Usbekistan        | 1    | 3      | 4      | 8      |
| 05     | Südkorea          | 1    | 1      | 1      | 3      |
| 06     | Iran              | —    | 1      | 2      | 3      |
| 07     | Chinesisch Taipeh | —    | 1      | 1      | 2      |
| 07     | Indonesien        | —    | 1      | 1      | 2      |
| 09     | Tadschikistan     | —    | 1      | —      | 1      |
| 10     | Thailand          | —    | —      | 2      | 2      |
| 11     | Singapur          | —    | —      | 1      | 1      |
| Gesamt | Gesamt            | 16   | 16     | 16     | 48     |